# Šáša Krusty
Šáša Krusty, celým jménem Herschel Shmoikel Pinchas Yerucham Krustofsky, je fiktivní postava z amerického animovaného seriálu Simpsonovi.
Je dlouholetým klaunem, který uvádí oblíbený televizní pořad Barta a Lízy, kombinaci dětských televizních estrád a kreslených filmů včetně Itchyho a Scratchyho. Krusty je často zobrazován jako cynický, vyhořelý, závislý kuřák, kterého showbyznys činí nešťastným, ale přesto pokračuje dál. Stal se jednou z nejčastěji se vyskytujících postav mimo hlavní rodinu Simpsonových a stal se ústřední postavou několika epizod, v nichž se v mnoha případech objevuje i Levák Bob.
Krustyho vytvořil Matt Groening a částečně se inspiroval Rustym Nailsem, televizním klaunem z Groeningova rodného města Portlandu ve státě Oregon. Byl navržen tak, aby vypadal jako Homer Simpson s klaunským make-upem, přičemž původní myšlenka byla, že Bart uctívá televizního klauna, který byl ve skutečnosti jeho vlastním otcem v přestrojení. Jeho hlas je založen na hlase Boba Bella, který ztvárnil klauna Bozo z televize WGN. Krusty debutoval v televizi 15. ledna 1989 v pořadu The Tracey Ullman Show ve skeči The Krusty the Clown Show.
V původním znění Krustyho namlouvá Dan Castellaneta, v českém znění jej v 1.–15. řadě daboval Jiří Bruder a od 16. řady je jeho dabérem Stanislav Lehký.

## Role vSimpsonových
Šáša Krusty, rodným jménem Herschel Shmoikel Pinchas Yerucham Krustofsky, se narodil v Lower East Side ve Springfieldu a je synem rabína Hymana Krustofského. O jeho matce je známo jen velmi málo, až na to, že se jmenovala Rachel a že zemřela, když bylo Krustymu asi třináct let. Hyman byl silně proti Krustyho přání stát se klaunem a rozesmávat lidi, protože se domníval, že by ho to odvádělo od jeho náboženství, a chtěl, aby chlapec místo toho chodil do ješivy. Krusty však za otcovými zády předváděl komediální scénky. Jednoho dne vystupoval na sjezdu rabínů, když ho jeden vtipkující rabín postříkal limonádou a smyl mu klaunský make-up. Když to rabín Krustofsky zjistil, svého syna se zřekl a 25 let s ním nepromluvil. Krusty se později s otcem usmířil s pomocí Barta a Lízy Simpsonových. Později vyšlo najevo, že Krusty neměl obřad bar micva, protože se Hyman obával, že by „vyváděním“ porušil posvátnost obřadu. Krusty měl dva obřady bar micva pro dospělé: hollywoodský galavečer, který Krusty využil k tomu, aby zinscenoval návrat po zrušení své show, a pak prostý obřad, jehož cílem bylo znovu se spojit s otcem. Po odchodu z Lower East Side ve Springfieldu začal Krusty svou kariéru v showbyznysu jako pouliční mim v Tupelu ve státě Mississippi, rodišti Elvise Presleyho. Později Krusty zjistil, že má dceru Sophii s vojačkou jménem Erin. S Erin se seznámil, když sloužila jako vojačka ve válce v Perském zálivu a on bavil vojáky. Poté, co spolu strávili noc, jí zabránil v atentátu na Saddáma Husajna, aby ochránil své komediální vystoupení se saddámovskou tematikou. Posléze Erin začala klauny nenávidět a jejich dceru před Krustym tajila. Krusty a Sophie se časem sblížili, a přestože není otcem na plný úvazek, je o něm známo, že drží krok s jejími narozeninami a že také občas v pořadu zmíní „svou dceru“.
Krusty má svou vlastní show na springfieldském Kanálu 6, která je zaměřena na dětské publikum a má mnoho příznivců, včetně Barta Simpsona. Krusty poskytl licenci na tento pořad desítkám zemí, které produkují lokalizované verze, včetně Irska, Číny, Jamajky a Rumunska, přičemž původní verze je nejméně populární. Krustyho show prošla různými fázemi: klip z roku 1961 představuje pořad jako seriózní talk show, v níž Krusty vede rozhovor s předsedou AFL-CIO Georgem Meanym na téma kolektivních smluv, zatímco klip z roku 1963 ukazuje Krustyho, jak vede rozhovor s Robertem Frostem a poté na básníka vysype hromadu sněhu. Později se pořad mění, hostem je Ravi Šankar a v roce 1973 Krusty vyje zdrogovanou verzi písně „Break on Through (To the Other Side)“ od The Doors. V 80. letech se pořad změnil v zábavný pořad pro děti, i když v jedné epizodě Krusty poskytl aktuální informace o argentinské invazi na Falklandy v roce 1982. V průběhu seriálu se ukazuje, že klaunská show Krustyho je téměř výhradně zaměřena na děti a vystupuje v ní mnoho postav, včetně Mela, pana Teenyho a Tiny Balleriny. Levák Bob začíná v seriálu jako Krustyho hlavní pomocník. Roky neustálého zneužívání však vedou k tomu, že Bob Krustyho obviní z ozbrojené loupeže, i když nakonec Bart usvědčí Boba. Boba nahradí Mel, který zůstal Krustymu věrný, přestože ho Krusty také neustále zneužíval.
Krusty během své kariéry opakovaně odchází a následně se do showbyznysu vrací. Jeden z jeho odchodů do důchodu je téměř trvalý kvůli poslednímu plánu právě propuštěného Leváka Boba: zapojení plastické trhaviny do zhypnotizovaného Barta a jeho vyslání na jeviště. Když však Krusty na poslední chvíli vzdá Bobovi hold, Bob změní názor a zabrání Bartovi ve splnění jeho mise. Bob a Krusty se později usmíří, přičemž Krusty vykřikne, že díky Bobovým pokusům o Krustyho život mu stoupá sledovanost. Toto usmíření přetrvává po zbytek série, protože Bob upouští od pokusů o pomstu Krustymu a zaměřuje se výhradně na Barta.
Bart Simpson je jedním z Krustyho největších fanoušků. V epizodě Je Šáša vinen? (1. řada, 12. díl) prohlašuje: „Celý svůj život jsem založil na Krustyho učení.“ a spí v pokoji plném Krustyho předmětů. Odhalí pokus o falešné obvinění Leváka Boba, pomůže Krustymu vrátit se do vysílání speciálním comebackovým pořadem, čímž obnoví jeho kariéru, a znovu se setká s jeho odcizeným otcem. Krusty je obvykle za Bartovu pomoc vděčný, ale téměř okamžitě na ni zapomene – pravděpodobně kvůli své nadměrné konzumaci alkoholu a drog a také kvůli své obecné ješitnosti – a při dalším setkání si obvykle nevzpomene ani na jeho jméno. Jednoho léta se Bart nadšeně zúčastní Krustyho tábora, hlavně kvůli příslibu, že bude moci strávit léto s Krustym. Tábor se však ukáže jako katastrofa, protože Krustyho nikde není vidět, jelikož tábor je pouze franšízovým místem, na které Krusty poskytl licenci na svou podobu. Bart si udržuje naději a věří, že se Krusty objeví, ale jednoho dne přivede ředitel tábora, pan Black, Barneyho Gumblea s klaunským make-upem, který se vydává za Krustyho. To Barta přivede na pokraj sil. Rozhodne se, že už má dost Krustyho nekvalitního zboží, a převezme vládu nad táborem. Krusty okamžitě navštíví tábor v naději, že konflikt ukončí, a podaří se mu Barta uklidnit.
Krusty je multimilionář, který své jmění nashromáždil hlavně díky licencování svého jména a image na různé nekvalitní výrobky a služby, od Krustyho budíků po Krustyho zábrany na kontrolu davu. Mnohé z těchto výrobků jsou potenciálně nebezpečné, jako například Krustyho značka cereálií Krusty-O's, která se v jedné epizodě pyšní zubatým kovovým „O“ v každé krabici. Jednu z mnoha žalob týkajících se těchto výrobků zahajuje Bart, který omylem sní zubatý kovový předmět a musí si nechat vyoperovat slepé střevo. Společnost Krusty Korporation, která je zodpovědná za Krustyho licence, také zahájila řadu katastrofálních propagačních akcí a obchodních podniků, například v roce 1984 sponzorovala letní olympijské hry pomocí zmanipulované propagace, která se však vymstila, když Sovětský svaz hry bojkotoval, čímž Krusty přišel o 44 milionů dolarů. V televizním seriálu a komiksech je Krusty také maskotem a majitelem restaurace Krusty Burger. Mnohokrát byl zavřen zdravotním úřadem za vše, od přepracování zaměstnanců až po sešívání napůl snědených hamburgerů, aby se z nich daly udělat nové, a také za to, že kvůli úspoře peněz používal hovězí maso nakažené nemocí šílených krav. Krusty plýtvá penězi téměř stejně rychle, jako je vydělává: zapaluje si cigarety stodolarovými bankovkami, jí omelety s vejci, utrácí obrovské částky za pornografické časopisy a dívky na telefonu a prohrává jmění při sázení na všechno možné, od koňských dostihů po opery a sázky proti Harlem Globetrotters.
Krusty je těžce žijící veterán zábavního průmyslu, někdy zobrazovaný jako vyčerpaný, vyhořelý trosečník, jenž byl několikrát na dně a zůstává závislý na hazardu, cigaretách, alkoholu a Xanaxu. Jakmile se vypnou kamery, okamžitě propadá depresím; Marge v dílu Záletník Apu prohlašuje, že „mimo kameru je to zoufale nešťastný člověk“. Zdá se, že Krusty užíval kokain, když jednou vyšel z restaurační toalety s bílým práškem pod nosem; vysvětluje však, že pouze zkoumal roli pro film, v němž hrál sám sebe. Ve své knize Planet Simpson autor Chris Turner popisuje Krustyho jako „zkušeného veterána, naprostého profesionála“, který žije životem celebrity. Je nešťastný, ale potřebuje svůj status celebrity. V dílu Udavač Bart Bart neúmyslně nahlásí Krustyho za daňové podvody na finanční úřad, v důsledku čehož Krusty přijde o většinu svých peněz. Bart brzy zjistí, že Krusty předstíral svou smrt a žije jako Rory B. Bellows na lodi. Krusty prohlásí, že se životem celebrity skončil, a není přesvědčen, když mu Bart připomene jeho fanoušky a doprovod. Nakonec Bart Krustymu řekne, že odchod ze showbyznysu by znamenal ztrátu statusu celebrity, což Krustyho přesvědčí, aby se vrátil. Krusty je popisován jako „dokonalý šoumen, který nesnese možnost, že by nebyl v éteru a nebavil lidi“.
Ve 14. řadě seriálu Bart přesvědčí Krustyho, aby kandidoval do Kongresu, aby Krusty mohl předložit zákon o přesměrování leteckých linek a zabránit letadlům létat nad domem Simpsonových. Krusty souhlasí a kandiduje za republikány. Ačkoli jeho kampaň začíná špatně, Líza mu navrhne, aby se zkusil spojit s obyčejnými rodinami. Udělá to a výsledkem je drtivé vítězství. Krustyho funkční období začíná špatně, protože je svými novými, politicky zdatnějšími kolegy zcela ignorován. S pomocí Simpsonových a vlivného vrátného se však Krustymu podaří prosadit svůj návrh zákona.
Na těle má třetí bradavku, mateřské znaménko ve tvaru telete a jizvu na hrudi, která mu zůstala po srdečním infarktu v roce 1986.

## Charakteristika

### Vytvoření
Krusty se poprvé objevil v The Krusty the Clown Show, jednom ze skečů Simpsonových z pořadu The Tracey Ullman Show, který se poprvé vysílal 15. ledna 1989. Postava byla částečně inspirována televizním klaunem Rustym Nailsem, kterého tvůrce Simpsonových Matt Groening a režisér Brad Bird sledovali jako děti, když vyrůstali v Portlandu v Oregonu. Groening popisuje Rustyho Nailse jako milého klauna, jehož pořad měl někdy křesťanské poselství, ale jehož jméno Groeninga děsilo. Dan Castellaneta založil svou hlasovou charakteristiku na chicagském televizním představiteli Bobu Bellovi, který měl velmi chraplavý hlas a v letech 1960–1984 ztvárňoval klauna Bozo z televize WGN. Krusty byl přirovnáván k dřívější inkarnaci jménem „Flunky the Late Night viewer mail clown“, který se objevil v pořadu Late Night with David Letterman. Postavu vytvořil a hrál Jeff Martin, scenárista Lettermanova pořadu. Martin se také stal scenáristou seriálu Simpsonovi a psal epizody, v nichž se objevil Krusty.
Mnohé události v Krustyho životě jsou paralelní s událostmi v životě komika Jerryho Lewise, včetně jeho židovského původu, závislosti na Percodanu, pořádání telethonů a účinkování ve filmu The Jazz Singer. Groening na dotaz pouze poznamenal, že postavy Simpsonových „jsou výsledkem spolupráce scenáristů, animátorů a herců“, aniž by tuto asociaci výslovně potvrdil nebo vyvrátil.
Krustyho vzhled a design je v podstatě vzhled Homera Simpsona s klaunským make-upem. Groening řekl, že „satirická myšlenka, o kterou jsem tehdy usiloval, byla, že Simpsonovi jsou o dítěti, které nemá úctu ke svému otci, ale uctívá klauna, který vypadá přesně jako jeho otec“, což je téma, které s vývojem seriálu ztratilo na významu. Jeden z konceptů původně počítal s tím, že Krusty bude odhalen jako Homerova tajná identita, ale od tohoto nápadu se upustilo, protože byl příliš složitý a scenáristé byli příliš zaneprázdněni vývojem seriálu. V nekanonické reklamě na Butterfinger, která zobrazuje soutěž o 50 000 dolarů, jejímž cílem je zjistit, kdo ukradl Bartův Butterfinger, se zajatý Homer zdá být pachatelem, dokud Maggie nesundá masku a neodhalí Krustyho. V epizodě Homer klaunem jde Homer na klaunskou školu a převlékne se za Krustyho – a je s ním zaměněn. Krusty byl původně jen normální muž v klaunském make-upu, ale David Silverman poznamenal, že „v určitém okamžiku jsme se rozhodli, že bude (jako klaun) vypadat pořád“. Producenti dlouho diskutovali o tom, zda Krusty zůstane vždy v klaunském make-upu, ale nakonec se rozhodli, že na tom nezáleží. Scenáristé se v prvních epizodách několikrát pokusili ukázat Krustyho skutečnou tvář, ale usoudili, že to nevypadá dobře, ačkoli jeho skutečná tvář byla vidět v epizodách Je Šáša vinen? a Jaký otec, takový klaun. V pozdějších epizodách se o Krustyho tváři vtipkovalo. V díle Homerova koronární operace Krusty prozradí, že jeho „groteskní vzhled“ je důsledkem několikanásobného infarktu. Homer poznamená, že vypadá normálně, a Krusty odpoví: „Tohle není make-up.“. V díle Udavač Bart se vzdá nápadu odplout s novou identitou a plave směrem ke břehu, přičemž za sebou zanechává stopu žlutého make-upu a pod ním svůj přirozený bílý obličej. Na břehu si setřese černé vlasy, čímž odhalí své přirozené zelené klaunské vlasy, a odstraní si normálně vypadající umělý nos, aby pod ním odhalil svůj přirozený červený baňatý klaunský nos.

### Vývoj
V epizodě Jaký otec, takový klaun ze 3. řady je poprvé uvedeno, že Krusty je Žid. Krustyho náboženství nebylo součástí původního konceptu a s tímto nápadem přišel Jay Kogen. Epizoda je parodií na film The Jazz Singer, který pojednává o synovi s přísnou náboženskou výchovou, který se vzepře svému otci a stane se bavičem. Aby byl díl Jaký otec, takový klaun plnohodnotnou parodií na The Jazz Singer, bylo rozhodnuto, že Krusty bude Žid a jeho otec bude rabín. Krustyho skutečné příjmení Krustofsky nadhodil Al Jean. Krustyho otce, rabína Hymana Krustofského, nadaboval Jackie Mason, který za tuto epizodu získal cenu Primetime Emmy za vynikající hlasový výkon. V epizodě Je Šáša vinen? bylo zjištěno, že Krusty je negramotný. To se ukázalo i v dalších epizodách, například Za všechno může televize, ale po několika prvních řadách se od této vlastnosti upustilo, protože pro scenáristy bylo těžké psát pro negramotnou postavu.
Krustyho design prošel od prvních let seriálu několika jemnými změnami. V epizodě Homer klaunem byl Krustyho design trvale vylepšen a dostal jinak tvarovanou tlamu a trvalé váčky pod očima, aby se odlišil od Homera. V epizodě Lízina svatba, jež se odehrává patnáct let v budoucnosti, byl Krustyho design výrazně pozměněn, aby vypadal výrazně starší a byl založen na Groucho Marxovi.
Krusty je oblíbenou postavou několika původních scenáristů, z nichž mnozí k němu měli vztah a chtěli psát epizody zaměřené na Krustyho. Krusty byl využíván jako příležitost pro vtipy ze showbyznysu, a tak mnoho Krustyho zážitků a anekdot vychází ze skutečných zkušeností a příběhů, které scenáristé slyšeli. Oblíbil si ho zejména Brad Bird, který režíroval první dva díly Krustyho a vždy se snažil animovat scénu v každé epizodě Krustyho.
V roce 1992 začali Matt Groening a James L. Brooks plánovat hraný spin-off seriálu Simpsonovi, který by se točil kolem Krustyho a v jehož hlavní roli by se představil Dan Castellaneta. Groening a Michael Weithorn napsali pilotní scénář, v němž se Krusty přestěhoval do Los Angeles a získal vlastní talk show. Ve scénáři se opakoval vtip, že Krusty žije v domě na dřevěných kůlech, které neustále ohlodávají bobři. Nakonec se jednání o smlouvě rozpadla a Groening se rozhodl práci na projektu ukončit.
Ještě před Groeningovým návrhem na hraný film plánovali tvůrci seriálu Simpsonovi Al Jean a Mike Reiss animovaný spin-off Krustyho, v němž by byl svobodným otcem v New Yorku a mezi vedlejší postavy by patřila pichlavá maskérka a šéf připomínající Teda Turnera. Tento neúspěšný návrh byl později přepracován do animovaného seriálu Kritik.

## Propagace a přijetí
Krusty se objevil v mnoha publikacích, hračkách a dalším zboží ze Simpsonových. Zboží s tematikou Krustyho zahrnuje plakáty, figurky, půllitry, kostýmy či oblečení, například trička. Společnost Playmates Toys vyrobila mluvící zlou figurku Krustyho, založenou na té, která se objevila ve Speciálním čarodějnickém dílu 4. řady. V roce 1992 vydala společnost Acclaim Entertainment videohru Krusty's Fun House pro počítače a domácí konzole. Krusty byl zpracován jako akční figurka a několik různých verzí bylo součástí řady hraček World of Springfield. První, která zobrazuje Krustyho v jeho normálním klaunském oblečení s několika Krustyho výrobky, byla vydána v roce 2000 jako součást první vlny. Druhá, vydaná v roce 2002, se jmenuje Busted Krusty a zobrazuje ho ve vězení a bez klaunského make-upu, jak byl vidět v dílu Je Šáša vinen? Třetí byla vydána v roce 2003 a jmenovala se Tuxedo Krusty. Bylo také vydáno několik hracích sad s tematikou Krustyho, včetně hrací sady Krusty-Lu Studios a Krusty Burger, obě vydané v roce 2001. Krusty se objevuje jako hratelná postava ve videohře Lego Dimensions, která byla vydána prostřednictvím „Fun Pack“ v balení s příslušenstvím Clown Bike v listopadu 2015. Ve hře je jeho jedinou schopností schopnost stříkat vodu a všechny jeho hlasové repliky jsou archivní nahrávky Dana Castellanety.
Na atrakci The Simpsons Ride, simulátorové jízdě otevřené v Universal Studios Florida a Universal Studios Hollywood v květnu 2008, Krusty postaví a otevře zábavní park kreslených filmů nazvaný Krustyland. Objeví se zde i Levák Bob, který se pokusí vyvraždit rodinu Simpsonových. V červenci 2007 řetězec samoobsluh 7-Eleven přeměnil jedenáct svých prodejen ve Spojených státech a jednu v Kanadě na Kwik-E-Marty, aby tak oslavil uvedení Simpsonových ve filmu. Mezi prodávanými produkty byly i Krusty-O's, které vyráběla společnost Malt-O-Meal.
V roce 2004 získal Dan Castellaneta cenu Primetime Emmy za vynikající hlasový výkon v epizodě Krustyho zkouška z dospělosti, ve které se Krusty výrazně objevuje. Několik epizod s Krustym bylo velmi dobře přijato. V roce 2007 časopis Vanity Fair označil epizodu Šáša Krusty je zrušen – Šáša Krusty má padáka za devátý nejlepší díl seriálu Simpsonovi. John Ortved se domníval: „Je to Krustyho nejlepší epizoda – lepší než shledání s jeho otcem nebo epizoda bar micva, která získala Emmy mnohem později. Začlenění hostujících hvězd do role sebe sama je špičkové a můžeme vidět opravdu temnou stránku Krustyho rozbíhající se kariéry v showbyznysu. Hollywood, televize, celebrity a fanoušci jsou zde krásně zpochybněni.“. Matt Groening uvádí díl Je Šáša vinen? jako svou devátou nejoblíbenější epizodu a uvedl, že má obzvláště rád Castellanetův hlasový projev. Groening tvrdí, že pokaždé, když Castellaneta nahrává jako Krusty, musí odejít z místnosti, protože se bojí, aby nezkazil záběr. Star News Online jmenoval „nenávist klauna Krustyho k dětem“ a Kamp Krusty jako jedny ze 400 důvodů, proč Simpsonovy milují. Deník The Observer uvedl dva Krustyho produkty, „Krustyho netoxickou kolínskou“ a „Krustyho domácí těhotenskou soupravu“, jako součást seznamu 300 důvodů, proč seriál milují.
V roce 2015 The A.V. Club uvedl, že Krusty má „pravděpodobně nejvíce patosu ze všech postav Simpsonových, které se nejmenují Vočko Szyslak“. V roce 2021 se Meghan Marklezová v pořadu The Ellen DeGeneres Show pozastavila nad tím, že její starý památný účes byl přirovnáván ke klaunovi Krustymu.